# Frank Parlow
Frank Parlow (Osnabrück, 22 de abril de 1967) es un deportista alemán que compitió en vela en la clase Tornado.
Ganó una medalla de oro en el Campeonato Mundial de Tornado de 1996 y seis medallas en el Campeonato Europeo de Tornado entre los años 1989 y 1995.
Participó en dos Juegos Olímpicos de Verano, en los años 1992 y 1966, ocupando el séptimo lugar en Atlanta 1996, en la clase Tornado.

## Palmarés internacional
| \| Representando a la RFA \| \| \| \| \| Campeonato Europeo \| \| \| \| \| Año \| Lugar \| Medalla \| Clase \| \| 1989 \| Travemünde (RFA) \| Medalla de bronce \| Tornado \| \| Representando a Alemania \| \| \| \| \| Campeonato Mundial \| \| \| \| \| Año \| Lugar \| Medalla \| Clase \| \| 1996 \| Brisbane (Australia) \| Medalla de oro \| Tornado \| \| Campeonato Europeo \| \| \| \| \| Año \| Lugar \| Medalla \| Clase \| \| 1991 \| Carantec (Francia) \| Medalla de oro \| Tornado \| \| 1992 \| Chipiona (España) \| Medalla de plata \| Tornado \| \| 1993 \| Helsinki (Finlandia) \| Medalla de oro \| Tornado \| \| 1994 \| Cagliari (Italia) \| Medalla de oro \| Tornado \| \| 1995 \| Kiel (Alemania) \| Medalla de oro \| Tornado \| |                      |                   |         |
| Representando a la RFA |                      |                   |         |
| Campeonato Europeo |                      |                   |         |
| Año | Lugar                | Medalla           | Clase   |
| 1989 | Travemünde (RFA)     | Medalla de bronce | Tornado |
| Representando a Alemania |                      |                   |         |
| Campeonato Mundial |                      |                   |         |
| Año | Lugar                | Medalla           | Clase   |
| 1996 | Brisbane (Australia) | Medalla de oro    | Tornado |
| Campeonato Europeo |                      |                   |         |
| Año | Lugar                | Medalla           | Clase   |
| 1991 | Carantec (Francia)   | Medalla de oro    | Tornado |
| 1992 | Chipiona (España)    | Medalla de plata  | Tornado |
| 1993 | Helsinki (Finlandia) | Medalla de oro    | Tornado |
| 1994 | Cagliari (Italia)    | Medalla de oro    | Tornado |
| 1995 | Kiel (Alemania)      | Medalla de oro    | Tornado |